# 뉴욕 지하철
뉴욕 지하철(New York City Subway)은 뉴욕시에서 소유하고 메트로폴리탄 트랜스포테이션 오서리티 및 산하 교통기관인 광역교통국 (MTA)에서 운영하는 미국 뉴욕주 뉴욕의 도시 철도이다. 뉴욕 지하철은 세계에서 가장 오래되고 규모가 큰 대중교통 중 하나며, 468개의 역과 총 연장 337km, 영업거리 1,056km, 실거리 1,355km의 도시철도 체계이다. 2011년 기준으로 뉴욕 지하철은 연간 16억 4천만 명이 이용하였으며, 평일 평균 528만 4천여 명, 토요일 평균 303만 3천여 명, 일요일 평균 236만 7천여 명이 이용하였다.
뉴욕 지하철의 역사는 1868년에 개통된 고가철도를 기반으로 하며, 1904년에는 최초로 지하터널로 운행되는 전철이 개통되며 그 역사가 시작되었다. 개통 당시에는 IRT와 BMT사가 지하철을 따로 운영을 하고 있었고, 1932년에는 시영인 IND사도 지하철을 운영하였다. 나중에는 뉴욕 시에서 IRT와 BMT사를 인수하여서 뉴욕 지하철을 하나의 체제로 통일시켰다. 1950년대에는 뉴욕 지하철에서 전 세계 최초로 에어컨이 설치된 지하철 객차가 등장하였다.
뉴욕 지하철은 세계에서 도쿄, 모스크바, 베이징, 난징, 서울, 광저우 이후로 7번째로 승객이 많은 도시철도 체계로, 아메리카와 서구권 국가를 통틀어 이용 승객 규모가 가장 많다. 또한, 미국에서 워싱턴 도시철도, 시카고 도시철도, 뉴저지 허드슨 도시철도(PATH), 필라델피아의 PATCO선과 더불어 매일 24시간 운행한다. 다만 2020년 5월 6일부로 미국 내 코로나19 여파로 인하여 새벽 1시부터 5시까지는 일시적으로 운행하지 않는다.

## 역사

### 시초
뉴욕의 지하철에 대한 구상은 일찍이 1870년대로 거슬러 올라간다. 1869년 미국의 발명가 알프레드 엘리 비치가 뉴욕시의 지하교통체계를 처음 구상해 시범을 보였고, 이듬해 1870년 2월 첫선을 보였다. 비치가 개발한 비치 공압식 철도는 로어맨해튼의 브로드웨이 지하를 따라, 워렌 스트리트에서 머레이 스트리트까지의 약 95m 정도 구간만 설치되어 운영되었으며, 주로 지상철로만 구상되던 공압식 철도의 지하철도 활용 방안을 제시하였다. 다만 이때 건설된 철도 자체는 정치, 재정상의 이유로 추가 연장 공사가 이뤄지진 못했다. 이후 시티홀역사를 지을 때 부지 내에 완전히 들어간 탓에 지금은 그 흔적을 찾아볼 수 없다.
한편 오늘날 뉴욕 지하철 체계로 편입된 지상, 고가철도 구간은 이 때 시점에서 이미 완공되어 운행되고 있었다. 뉴욕 지하철에서 가장 오래된 선로는 코니아일랜드 샛강 인근을 지나는 BMT 웨스트 엔드선의 선로로, 지난 1864년 증기철도로 지어진 것이다. 가장 오래된 고가철도 구간은 1885년 브루클린에 지어진 BMT 렉싱턴 애비뉴선으로, 지금은 BMT 자메이카선의 일부로 운영되고 있다. 하지만 1888년 뉴욕 대폭설을 계기로 고가철도에 의존하는 것에서 벗어나 지하교통의 필요성이 대두되면서, 1894년 뉴욕시 지하철 건설 계획이 처음으로 승인되었고 1900년부터 시공에 들어갔다.
1904년 10월 27일 뉴욕에 지하철 노선이 최초로 개통되었다. 이는 최초의 뉴욕 고가철도 노선이 들어선 지 36년만의 일이었으며, 서울특별시보다 70년이나 앞선 것이었다. 첫 노선의 이름은 '맨해튼 메인 라인' (Manhattan Main Line)으로, 약 14.6km 길이로 지어졌으며 시티홀역에서 북쪽 방면으로 라파예트 스트리트, 파크 애비뉴를 따라가다 42번가에서 서쪽으로 틀고, 타임스 스퀘어에서 북쪽으로 다시 방향을 바꿔 브로드웨이를 따라서 할렘의 145번가역까지 이어지는 노선이었다. 인터브로 래피드 트랜짓 컴퍼니 (IRT) 사에서 운영권을 부여받은 이 노선은 개통 첫날만 15만 명에 달하는 승객이 이용하였으며, 탑승 요금은 5센트였다.

### 체계 통합
1900년대부터 1910년대 들어서 뉴욕 지하철 체계는 두 개의 사기업으로 나뉘어 영업되기 시작하는데, 앞서 언급한 인터브로 래피드 트랜짓 컴퍼니 (IRT)와 브루클린 래피드 트랜짓 컴퍼니 (BMT) 사가 그 주인공이다. 지하철 시공은 시 당국에서 맡았고, 기업 측과 운영권 계약을 하여 임차하는 식으로 운영이 이뤄진 것이다. 뉴욕 시에서 소유권과 운영권을 모두 맡게 된 것은 1932년 인디펜던트 서브웨이 시스템 (IND)가 개통되면서부터였다. IND 노선은 사철 노선과 경쟁하는 동시에, 노후화된 고가철도를 철거 대체하기 위한 차원에서 구축되었으나, 출범 자본이 적었던 탓에 정작 운행 범위는 뉴욕시 중심부에만 머물러야 했다. 이에 따라 IND는 영업수익을 남기지 못하는 상태로 운영되어야 했고, 이용요금도 당시 물가였던 5센트에서 두 배 정도 인상할 수밖에 없었다.
1940년 뉴욕시 당국이 두 사철을 인수하여, 뉴욕 지하철은 완전 시영으로 전환되었다. 이때 일부 고가철도 노선의 운행이 즉시 중단되었고, 나머지 노선들도 차차 폐쇄에 들어갔다. IND와 BMT 두 노선 체계의 통합 과정은 느렸지만 각 노선들을 잇기 위한 연락노선이 다수 건설되기 시작하였다. 그 결과 구 IND와 BMT에 속하던 노선들은 B 디비전이라는 하나의 디비전으로 통합되어 운영하기 시작했다. 반면 IRT 노선들은 터널의 곡선구간도 좁고 역내 규격도 작아서 B 디비전의 차량들을 수용할 수 없었기에 자체 디비전인 A 디비전을 형성하여 운영하였다. 여기에 기존에는 운영3사마다 별개로 지어졌던 각 역간의 환승 통로도 새로 구축하였으며, 뉴욕 지하철 전체가 하나의 운행체계로 여겨질 수 있도록 일조하였다.
1940년대 들어 뉴욕 지하철의 이용객 규모는 날로 증가하였으며, 1946년 12월 23일에는 하루에만 지하철 전체 이용객 규모가 8,872,249표를 기록하여 역대 최고치를 찍었다.:73 1953년에는 뉴욕시가 뉴욕 시티 트랜짓 오서리티 (NYCTA)라는 공공당국을 수립해 도시 내의 지하철, 버스, 전차 운영을 전담하게 하였으며, 1968년에는 이를 뉴욕주급으로 확대하여 메트로폴리탄 트랜스포테이션 오서리티 (MTA)라는 기관을 설립, 지금에 이른다.

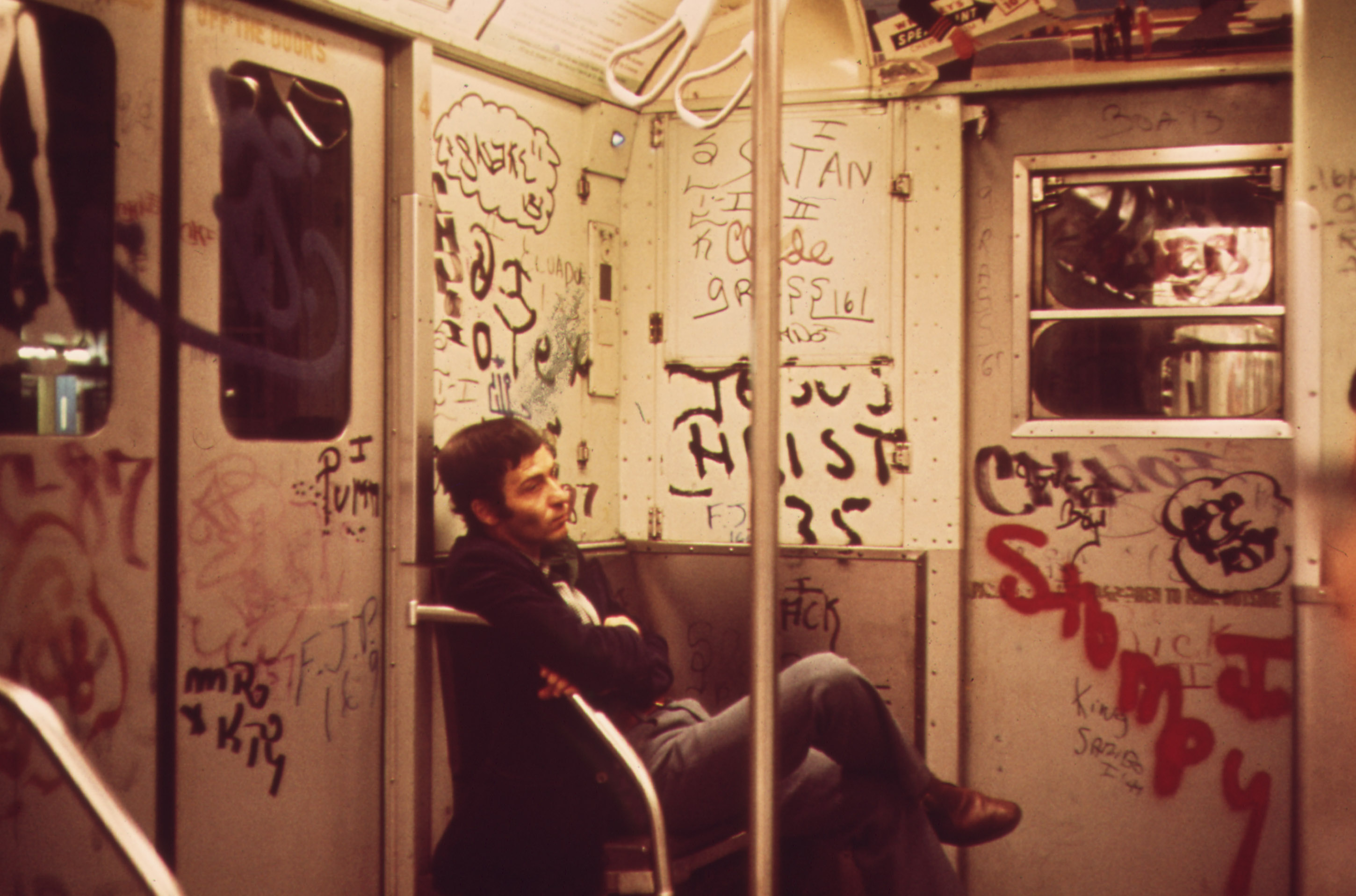
1970년대 그래피티가 즐비한 뉴욕 지하철의 모습

### 오늘날
1970년대부터 1980년대까지 뉴욕 지하철은 역대 최악의 수모를 겪었다. 지하철역과 열차 곳곳에 그래피티가 즐비하고, 각종 범죄가 도사리는 곳이라는 오명을 샀다. 이용객 규모도 70년 전 수준으로 추락했으며, 유지보수는 형편없는 데다 연착과 선로 문제도 빈번했다. 이 같은 위기에도 NYCTA 당국은 뉴욕 지하철의 개발을 멈추지 않아, 80년대 들어 여섯 개의 지하철역을 신설하고, 차량의 그래피티를 제거하며, 신형 열차 1,775량을 도입하는 등의 노력을 기했다. 90년대 초에 접어들면서부터 지하철 내 환경이 눈에 띄게 향상되었으며, 오늘날에도 그 당시에 누적된 보수 문제들을 계속해서 개선하나가는 중이다.
21세기로 넘어가서도 뉴욕 지하철은 여러 고난을 겪고도 발전을 멈추지 않고 있다. 2001년 9.11 테러는 맨해튼 지역의 지하철 노선 운영에도 영향을 끼쳤으며, 특히 세계 무역 센터 인근 지하층을 지나던 IRT 브로드웨이-7번로선은 가장 큰 피해를 입었다. 쌍둥이 빌딩 지하에 위치한 일부 터널 구간과 코틀랜드 스트리트역은 심각한 손상을 입었다. 참사 이후 챔버스 스트리트역 남단 구간은 재시공을 위해 운행이 전면 중단되었으며, 인근의 10개역도 재정비 관계로 폐쇄됐다. 2002년 3월 폐쇄된 역 중 7개역이 영업을 재개하였고, 2002년 9월 15일에는 코틀랜드 스트리트역을 제외한 챔버스 스트리트역 남단 구간의 운영이 재개될 수 있었다. 한동안 무정차 역으로 남던 코틀랜드 스트리트역은 2018년 9월 8일 영업을 재개하였다.
2012년 10월 허리케인 샌디가 뉴욕시를 강타할 당시 뉴욕항 인근 하수터널과 기타 시설, 자메이카만의 철도선로에 홍수가 발생하였다. 긴급 복구작업은 길게는 6개월 뒤까지 마무리되었으나 장기적인 복구공사 계획은 계속 진행중에 있다. 2012년부터 2017년까지 사우스 페리역 복구 공사, 2013년부터 2014년까지 몬태규 스트리트 터널 전면폐쇄 공사, 2019년부터 2020년까지 14번가 터널 부분폐쇄 공사 등이 대표적이다.

## 노선 및 경로

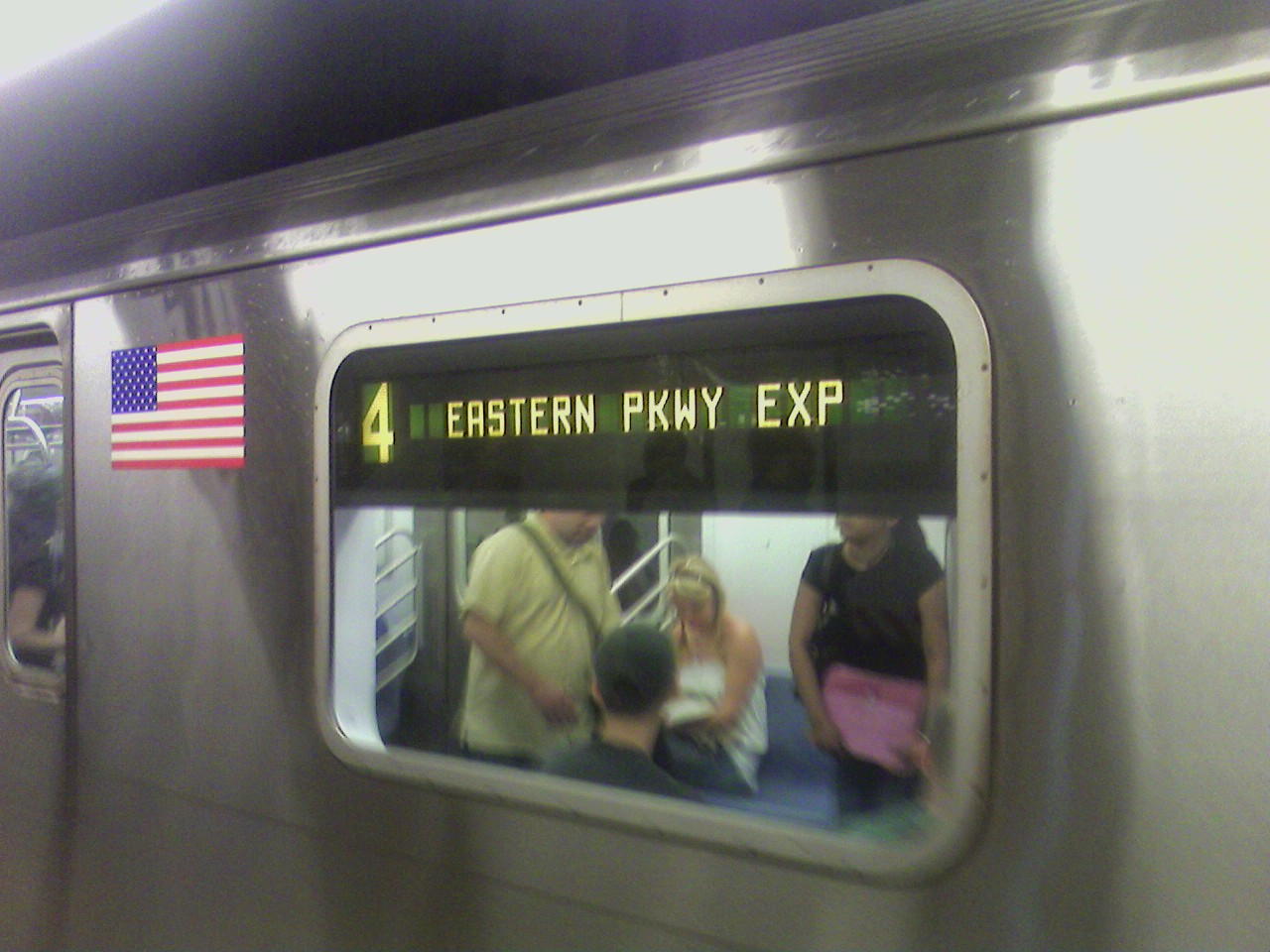
4 열차의 R142 차량 측면에 있는 디지털 행선판

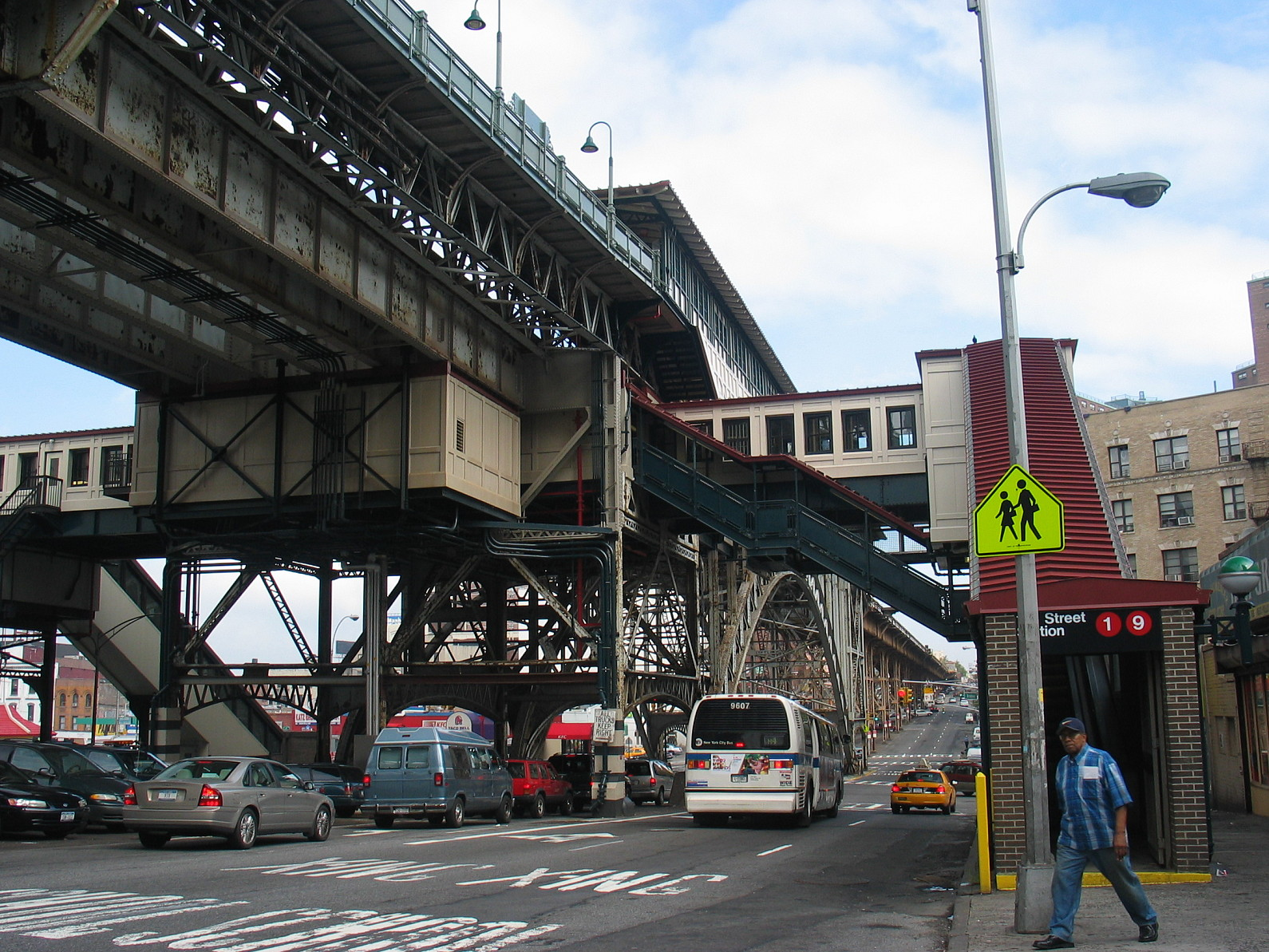
IRT 브로드웨이-7번로선의 125번가역

대다수의 도시 철도 체계는 경로가 거의 정해져 있는 방식이기 때문에, 열차 "노선(line)"은 열차 "경로(route)"와 다소 동의어로 사용되곤 한다. 그러나 뉴욕은 연결의 유효성이나 운행 체계 방식 재설정으로 인해 경로가 자주 변경된다. 지하철의 명명법 내에서 "노선(line)"은 열차 "경로(route)"가 한 종착지에서 다른 종착지로 가는 도중에 사용하는 실제 철도 선로 또는 일련의 선로를 나타낸다. "경로(route)" 또는 "운행 계통(service)"는 숫자 또는 알파벳 문자로 표시되고, "노선(line)"은 고유 이름으로 표시된다. 빌리 스테이혼(Billy Strayhorn)의 곡 "Take the "A" Train"에서 알 수 있듯이 이들은 열차의 지명이기도 하다.
지하철 시스템에는 25개의 열차 운행 계통과 3개의 셔틀 열차가 있다. 각 경로에는 특정 계통의 맨해튼 간선을 나타내는 색상 및 완행-급행 지정이 있다. 연한 녹색은 크로스타운 노선에만 배정된다. 크로스타운 노선은 맨해튼 바깥에서 완전히 운행되며, 셔틀은 모두 어두운 회색으로 지정된다. 노선 및 서비스는 뉴욕 주민 대부분이 컬러(예:블루 라인 또는 그린 라인)를 언급하지는 않지만, 도시 외 사람과 관광객은 종종 지하철 노선을 컬러로 참조한다.
1, 6, 7, C, G, L, M, R, W 열차는 완전히 완행으로 운행하며 모든역 정차한다. 2, 3, 4, 5, <6>, <7>, A, B, D, E, F, N, Q 열차에는 일부 구간이 급행 및 완행으로 운행한다. J 기차는 보통 완행으로 운행되지만 출퇴근 시간에는 Z 열차가 혼잡 구간으로 합류한다. J와 Z는 모두 공유 경로의 다른 부분에서 완행, 급행 또는 skip-stop으로 운행한다. S는 프랭클린 애비뉴 셔틀, 락어웨이 파크 셔틀 및 42번가 셔틀의 세 가지 셔틀 서비스에 사용된다.
지하철 시스템은 24시간 운영되지만, 심야 시간에는 지정된 경로 중 일부가 운행되지 않거나, 더 짧은 경로(흔히 해당되는 전 구간의 "셔틀 열차" 버전으로 불리는)로 운행되거나, 정류장이 바뀌어 운행된다. 이것들은 일반적으로 역 승강장에서 더 작은, 2차 경로 표식으로 표시된다. 유지 보수를 위한 야간 운행 종료가 없으므로, 운행 중에도 노선과 역을 유지 관리해야 한다. 이 작업은 때때로 정오, 야간 시간 및 주말에 운행 변경을 필요로 한다.
선로 일부가 건설 목적으로 일시적으로 폐쇄될 때, 대중 교통 당국은 무료 셔틀 버스(MTA Regional Bus Operations 버스 차량 사용)로 대체하여 이 노선에서 정상적으로 운행되는 경로를 대체 할 수 있다. The transit authority는 웹 사이트를 통해 계획된 서비스 변경 사항을 발표하고, 역 및 내부 지하철 차벽에 게시된 플래카드, 트위터 페이지를 통해 알린다.

### 명명법

노선의 높이를 나타낸 지도. 지하는 주황색으로, 지상·고가·경사면은 파란색으로 표시되었다.

| 주간선                 | Color         | 팬톤       | 십육진법 표기 | 노선 표기                      |
| ---------------------- | ------------- | ---------- | ------------- | ------------------------------ |
| IND 8번로선            | 선명한 파랑   | PMS 286    | #2850ad       |                                |
| IND 6번로선            | 주황색        | PMS 165    | #ff6319       |                                |
| IND 크로스타운선       | 라임 초록색   | PMS 376    | #6cbe45       | "G" 열차                       |
| BMT 캐나시선           | 밝은 회색     | 50% black  | #a7a9ac       | "L" 열차                       |
| BMT 나소 스트리트선    | 흙색          | PMS 154    | #996633       | 틀:NYCS Nassau                 |
| BMT 브로드웨이선       | 해바라기 노랑 | PMS 116    | #fccc0a       |                                |
| IRT 브로드웨이-7번로선 | 토마토 빨강   | PMS 185    | #ee352e       | "1" 열차 · "2" 열차 · "3" 열차 |
| IRT 렉싱턴 애비뉴선    | 사과 초록     | PMS 355    | #00933c       |                                |
| IRT 플러싱선           | 라즈베리색    | PMS Purple | #b933ad       |                                |
| 셔틀 열차              | 어두운 회색   | 70% black  | #808183       | 셔틀 열차                      |

### 지하철 노선도
뉴욕 지하철의 현재 공식 노선도는 Michael Hertz Associates의 1979년 디자인을 기반으로 한다. 이 노선도는 시스템 복잡성(즉, 맨하탄은 가장 작은 지역이지만 가장 많은 서비스를 제공함)으로 인해 지리적으로 정확한 것은 아니지만 탐색을 돕기 위해 주요 도시 거리를 보여준다. 최신판은 2010년 6월 27일에 발효되어 맨해튼을 더 크게, 스태튼 아일랜드를 더 작게 만들었다. 지하철의 초기 다이어그램 (1958년에 처음 생산됨)은 더 심미적으로 높은 수준이었으나, 오늘날의 다이어그램보다 지리적으로 부정확하다는 인식이 있었다. 1972년과 1979년 사이에 MTA에서 발행된 마시모 비넬리(Massimo Vignelli)의 지하철 노선도 디자인은 모던 클래식 스타일이나, MTA는 지리적 요소의 배치로 인해 결함이있는 것으로 간주했다.
2012년 1월 30일에 심야 전용 노선도가 도입되었다. 2011년 9월 16일 MTA는 비넬리(Vignelli) 스타일의 대화형 지하철 노선도인 "The Weekender"를 웹 사이트에 도입했다.; 제목에서 알 수 있듯이, 온라인 지도는 금요일 밤부터 월요일 아침까지의 계획된 모든 작업에 대한 정보를 제공한다.
개인적으로 제작된 도식형 노선도는 Hagstrom Map과 같은 온라인 또는 인쇄 형태로 제공된다. 또한, 뉴욕 지하철 노선도는 예술적 노력의 대상이 되었다.

심야 지하철 서비스 노선도
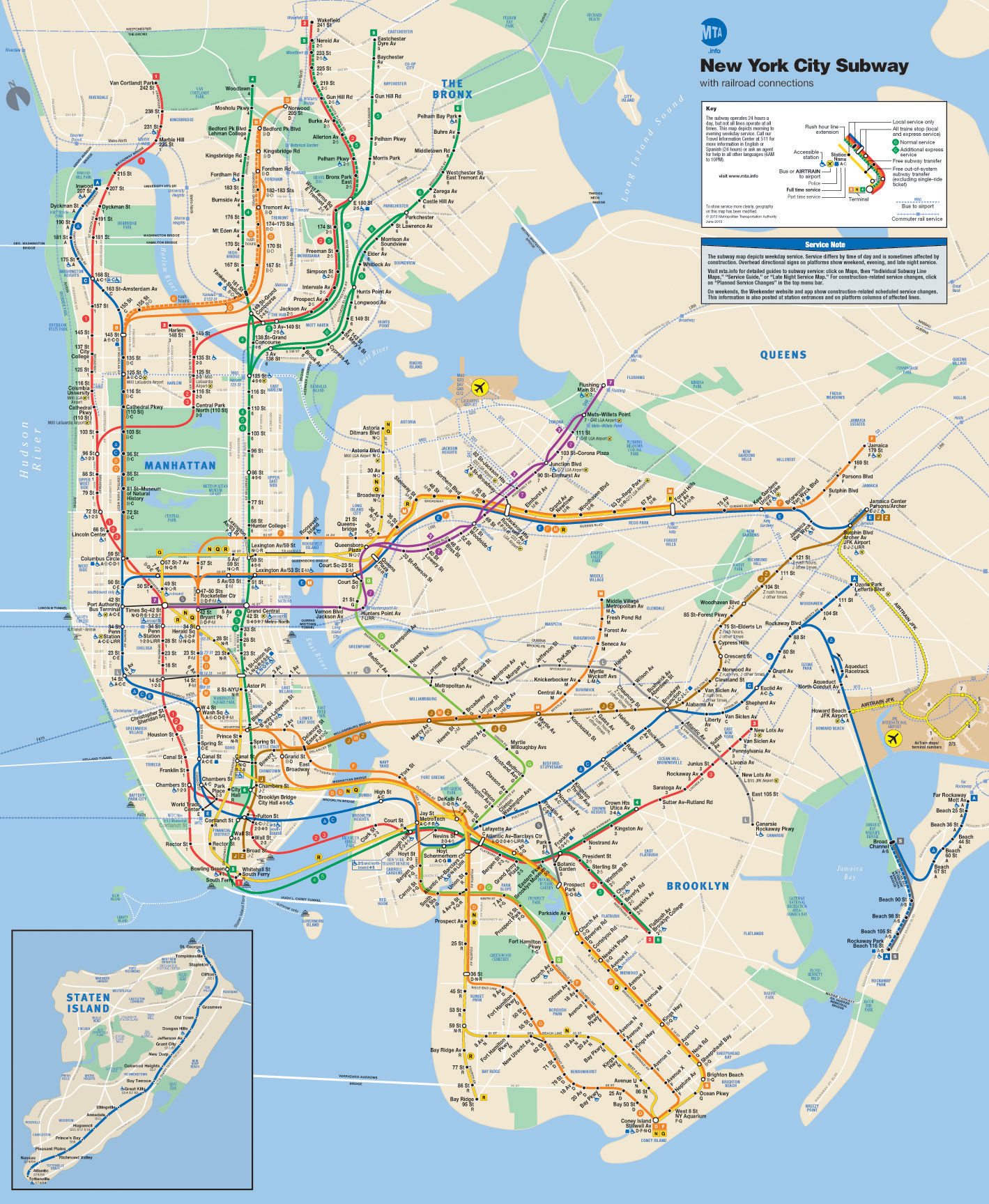
공식 노선도
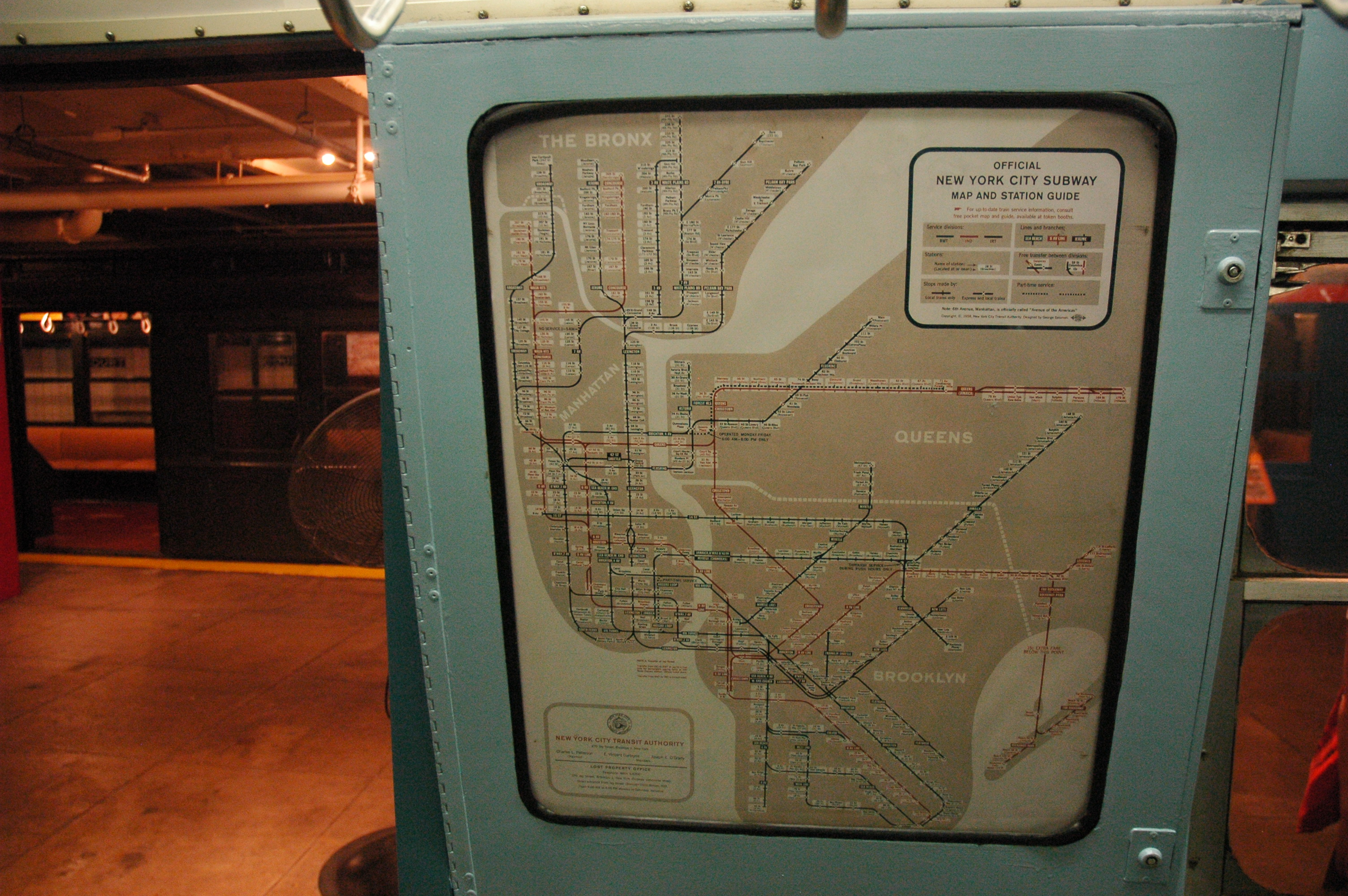
George Salomon이 디자인한 옛 공식 노선도
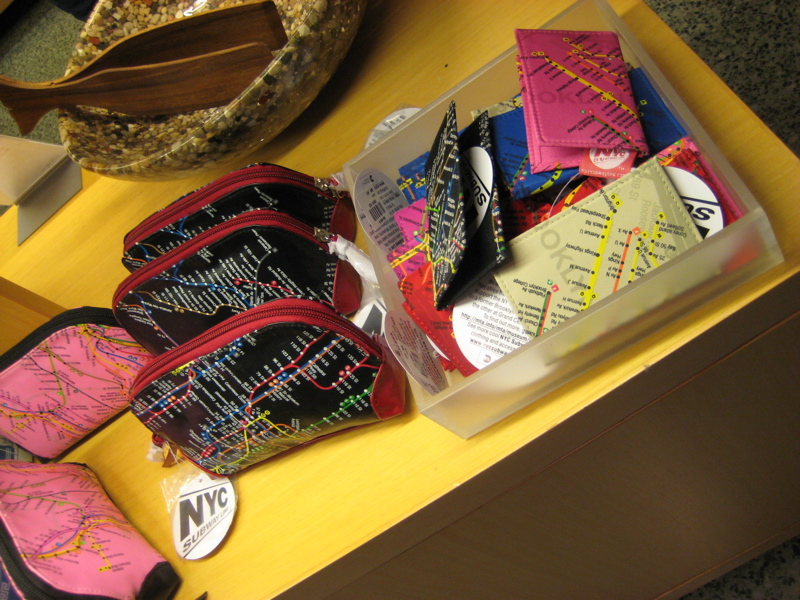
노선도를 주제로 한 공예품

## 운행 계통
뉴욕 시의 지하철은 총 26개의 노선이 운행되고 있다. 뉴욕 시는 세계에서 단일 도시 중에서 가장 지하철 많은 지하철 노선을 가지고 있다.
| - 뉴욕 지하철 1호선 - 뉴욕 지하철 2호선 - 뉴욕 지하철 3호선 - 뉴욕 지하철 4호선 - 뉴욕 지하철 5호선 - 뉴욕 지하철 6호선 - 뉴욕 지하철 7호선 - 뉴욕 지하철 S선 - 42번가 셔틀 | - 뉴욕 지하철 M선 - 뉴욕 지하철 A선 - 뉴욕 지하철 C선 - 뉴욕 지하철 E선 - 뉴욕 지하철 B선 - 뉴욕 지하철 D선 - 뉴욕 지하철 F선 - 뉴욕 지하철 G선 - 뉴욕 지하철 J선 - 뉴욕 지하철 Z선 (급행 계통) - 뉴욕 지하철 L선 - 뉴욕 지하철 N선 - 뉴욕 지하철 Q선 - 뉴욕 지하철 R선 - 뉴욕 지하철 W선 - 뉴욕 지하철 S선 - 프랭클린 애비뉴 셔틀 - 락어웨이 파크 셔틀 |

## 철도 차량
2016년 11월 기준으로, 뉴욕 지하철은 총 6418대의 차량이 있다.

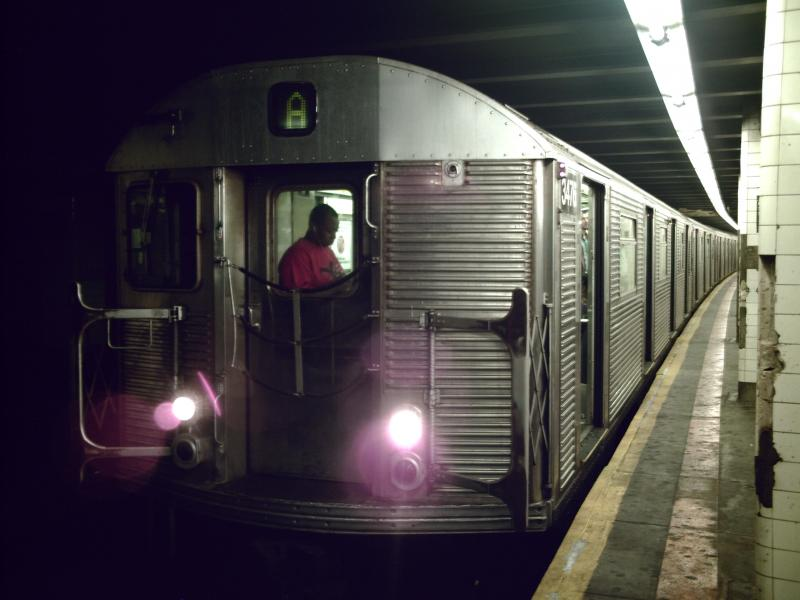
A 계통으로 운행하는 R32 열차

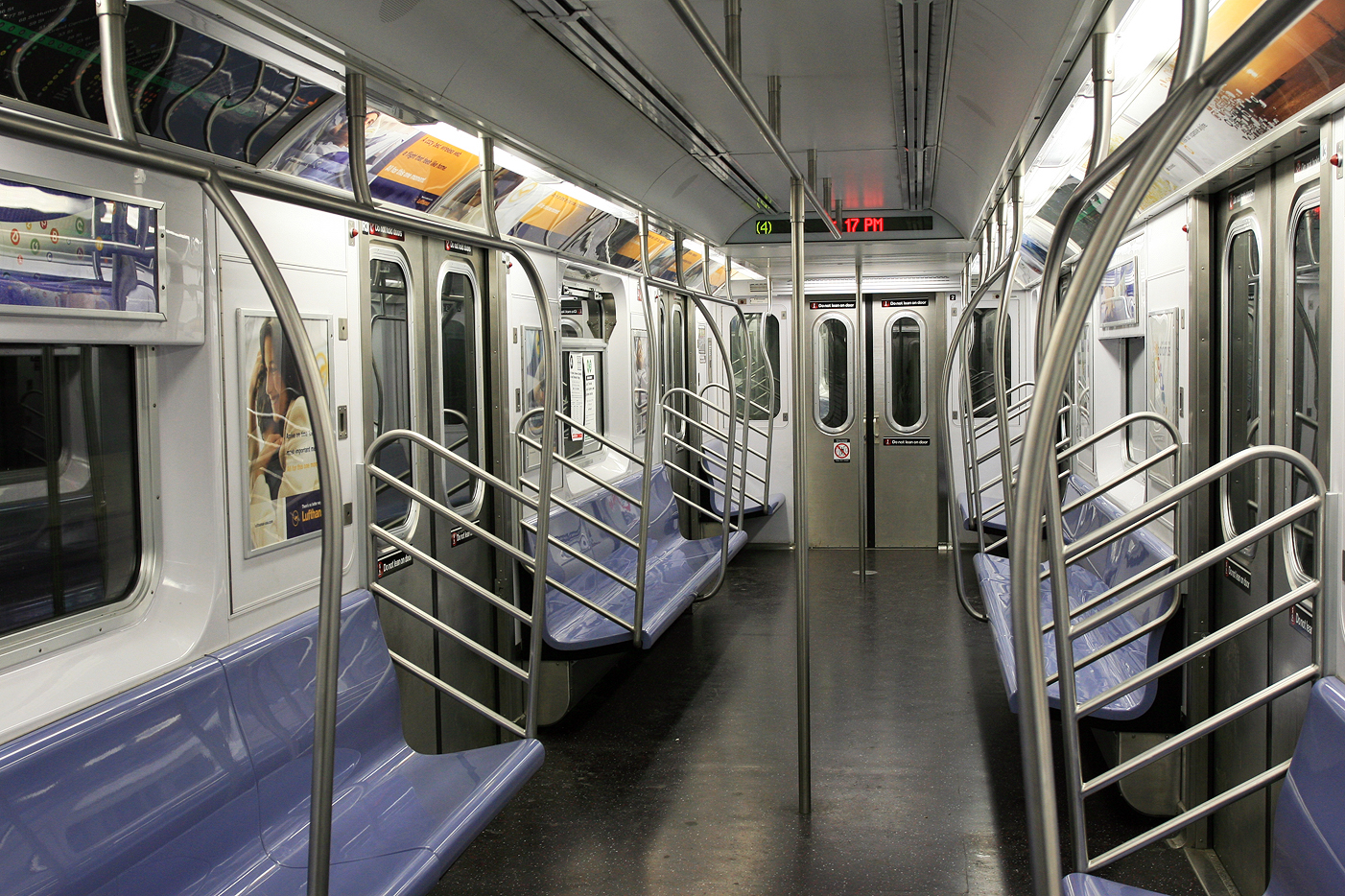
4 계통으로 운행하는 R142A 열차 내부

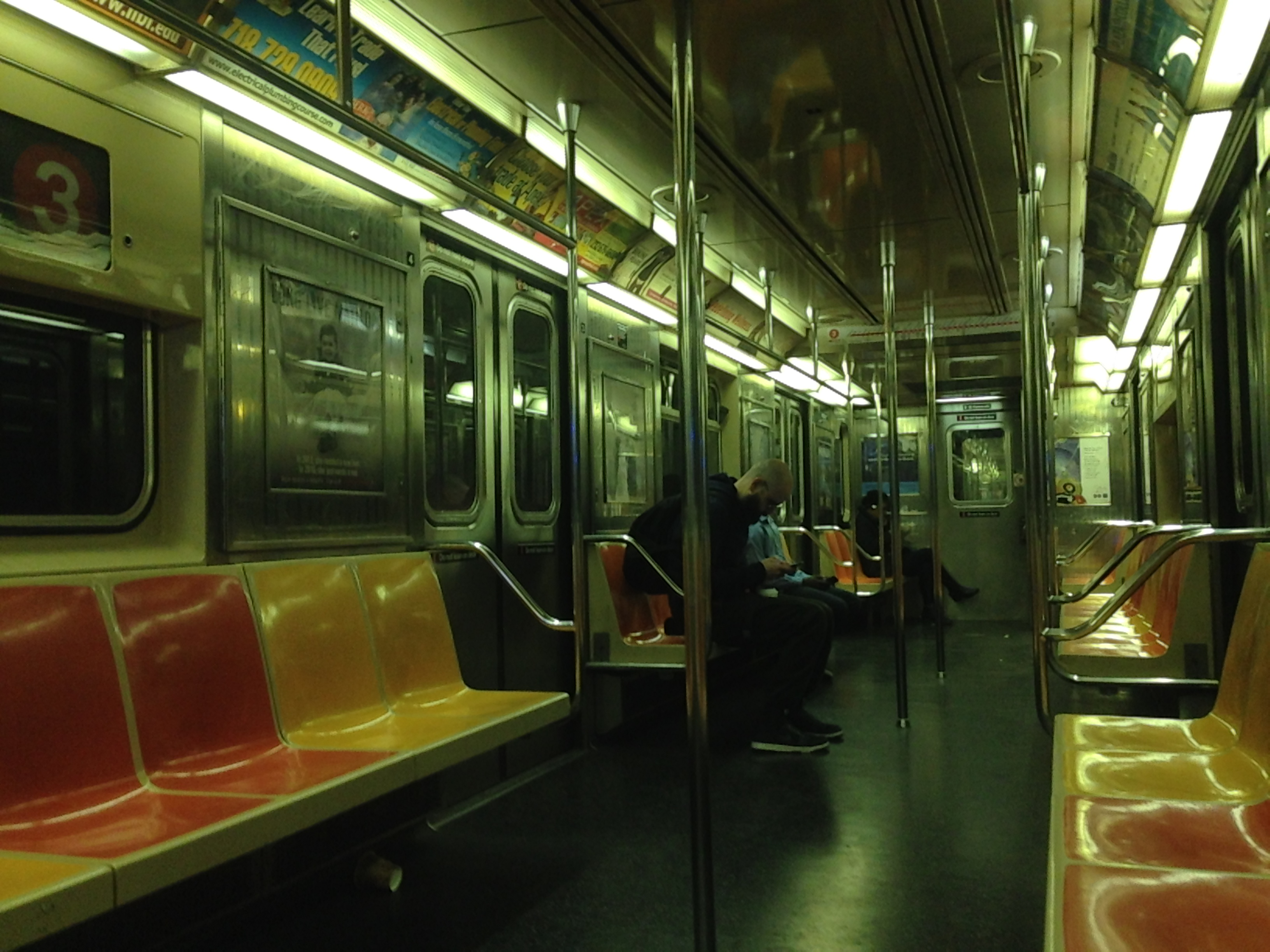
3 계통으로 운행하는 R62 열차 내부

전형적인 뉴욕 지하철 열차는 8량 및 11량의 차량으로 구성되어 있지만, 셔틀은 2량까지 설치할 수 있으며, 열차 길이는 150 to 600 피트 (46 to 183 m) 사이이다.

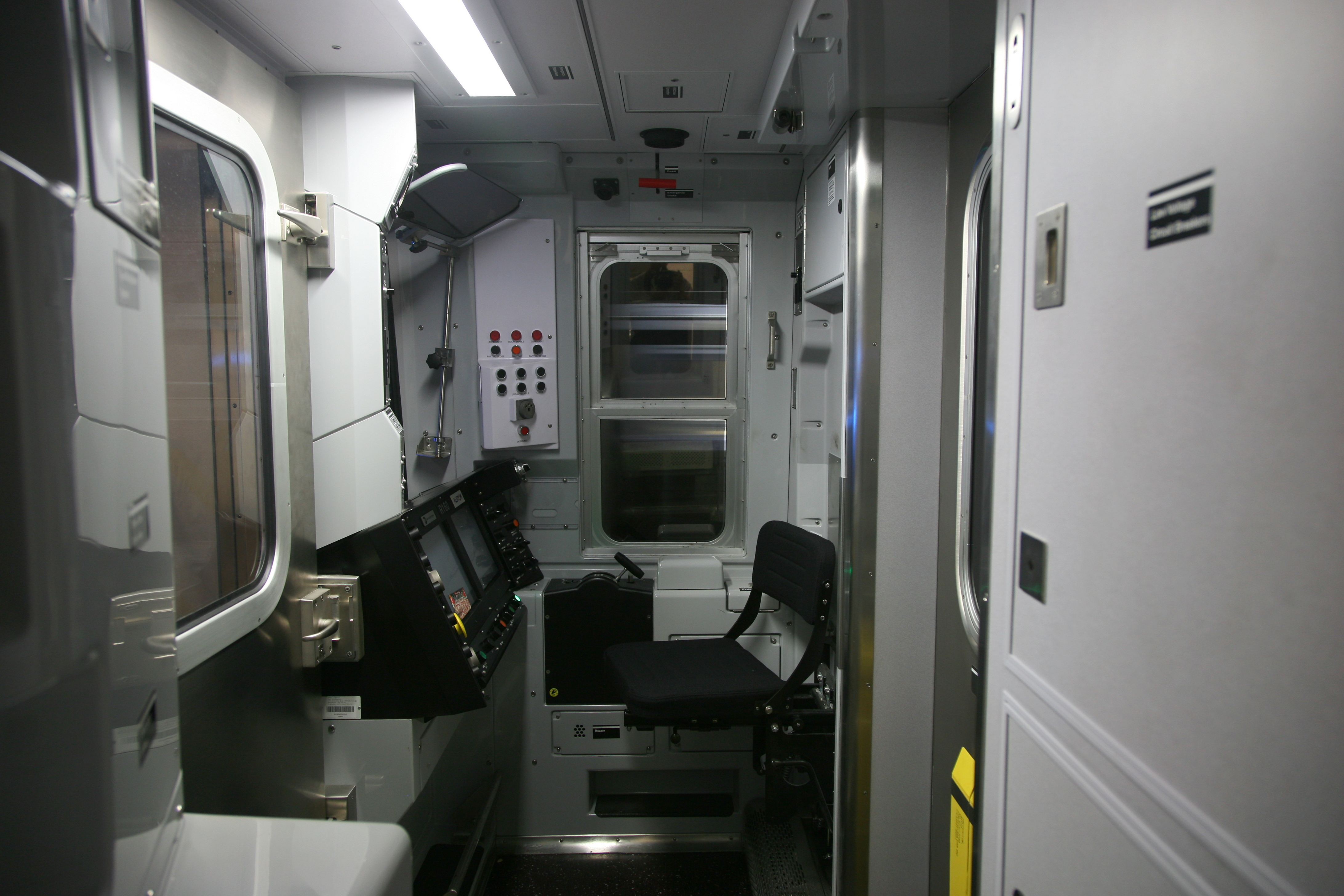
N 계통으로 운행하는 R160B 열차의 운전석

이 시스템은 2개의 종류로 나뉜 차량을 보유하고 있는데, 하나는 A 디비전 노선을 위한 것이고 다른 하나는 B 디비전 노선을 위한 것이다. 모든 B 디비전 장비는 10 피트 (3.05 m)의 폭과 60 피트 6 인치 (18.44 m) 또는 75 피트 (22.86 m)의 길이를 갖는 반면, A 디비전 장비는 8 피트 9 인치 (2.67 m)의 폭과 51 피트 4 인치 (15.65 m)의 길이를 갖는다. 60 피트 B 디비전 차량의 일부는 BMT Eastern Division(이스턴 디비전)에서 운행하는데 사용되며, 75-피트 (22.86 m) 길이의 차량은 허용되지 않는다.
1948년에 시작된 IND 및 다른 디비전의 설립 이후 뉴욕에서 도입한 전동차는 문자 "R"다음에 숫자가 표시된다. (예: R32). 이 번호는 차량을 구입한 계약 번호이다. 근처의 계약 번호가 있는 차량(예 : R1 ~ R9 또는 R26 ~ R29 또는 R143 ~ R160B)은 다른 계약에 따라 구매했거나 다른 제조업체에서 제작했음에도 불구하고 비교적 동일할 수 있다.
1999년 이래 R142, R142A, R143, R160, R188 차량이 사용되었다. 이 차량들은 LED 및 LCD 행선판 및 정보 화면과 같은 현대적인 혁신 기술과, 열차 안내방송 및 CBTC(Communication-based train control, 통신 기반 열차 제어) 촉진 기능으로 인해 NTTs(New Technology Trains, 신기술 열차)로 통칭된다. 남아있는 안내원 공고는 더 오래된 차량 재고 장비에 아직도 만들어질 수 있다.
2012년 3월 24일 MTA는 봄바디어에서 300대의 R179 지하철 차량을 주문했다고 발표했다. 계약의 총 가격은 5억 9,900만 달러이며, 납품 및 생산 시동 문제로 인해 2016년 9월에 와서야 5대의 첫 번째 시험 차량이 도착했다.
2017~2020 MTA 재무 계획의 일환으로 600대의 지하철 차량에는 고객 편의를 향상시키기 위해 전자 표지판이 설치된다.
뉴욕 지하철에는 미국 국기인 성조기가 도색되어 있는데, 이는 국기를 더럽히는 것을 꺼려하는 심리를 이용하여 차량에 낙서를 하지 못하도록 하기 위함이다.

## 요금제
이용객은 지하철에 탑승할 때 편도 운임을 지불하고 역 개찰구를 통과할 때까지 추가 비용 없이 환승할 수 있다. 뉴욕 지하철은 이용객이 이동하는 거리나 시간에 관계없이 고정 요금제로 운영되고 있다. 이용객은 지하철에 탑승할 때 메트로카드(MetroCard)나 컨택트리스 결제 수단을 이용하거나 OMNY 리더에 스마트폰을 접촉하여야 하며, 개찰구에서 나간 후 바로 들어갈 수 없다.
2023년 8월 기준, 대부분의 이용객들은 요금을 메트로카드나 OMNY를 통해 지불하고 있다. 기본 운임은 2023년 8월 기준 2.9달러이다. 운임은 신용카드나 현금카드를 OMNY 리더에 접촉하거나 정기권 메트로카드 혹은 편도 탑승권을 통해 지불할 수 있다. MTA는 상당히 낮은 가격에 7일 무제한 탑승권 및 30일 무제한 탑승권을 제공하고 있다. 노인 및 장애인은 할인된 요금으로 이용할 수 있다.
운임은 건물이 뉴욕시 교통위원회의 본부로 문을 연 1951년부터 브루클린 다운타운의 370 Jay Street에 있는 현금 보관소에 보관되었습니다. 이 건물은 지하철 3개 구간(IRT, BMT, IND) 모두의 노선과 가깝기 때문에 머니트레인을 통해 토큰과 현금을 포함한 요금을 징수하기에 편리한 위치였습니다. Jay Street IND 역의 눈에 보이는 문을 포함하여 지하철역의 통로는 건물 지하에 있는 현금 분류실로 연결됩니다. 머니트레인은 2006년에 장갑트럭으로 교체되었습니다.

### 메트로카드
1993년 11월, 지하철 시스템은 메트로카드(MetroCard)라고 불리는 운임 시스템을 도입했다. 메트로카드는 승객들이 역 부스 직원 또는 자동 판매기를 통해 지불한 금액과 동일한 가치를 저장하는 카드를 사용할 수 있도록 해준다. 1997년에는 메트로카드로 승객이 2시간 이내에 지하철과 버스간을 무료 환승 할 수 있도록 개선되었다. 2001년에는 지하철 역간 메트로카드 전용 교통편이 추가되었다. 1998년 무제한 메트로카드가 추가되었으며,(7일 및 30일 기간 동안, 이후 1일 "Fun Pass"및 14일 기간 모두 중단됨) 무제한 버스 및 도시 철도 정기권을 샌프란시스코의 BART를 제외한 미국 내의 대중 교통 시스템중 가장 나중에 도입했다. 2016년 4월, MTA는 2022년까지 메트로카드를 대체할 비접촉 "새 요금 지불 시스템"에 대한 제안을 요청했다.

## 스크린도어설치 논란
총 468개역 대부분이 노후화되고 너무 좁은 간격 때문에 설치에 어려움을 겪고 있다.
그러나, 두 차례나 ‘고의 추락’ 사건이 벌어진 뉴욕 지하철에 스크린도어를 설치하는 방안이 추진되고 있다.
뉴욕교통공사(MTA)가 일부 전철역에 스크린도어를 설치해 승객들의 추락 사고를 방지하는 방안을 고려하고 있다.
고의 추락 사건은 물론 드문 일이지만 뉴욕시에선 해마다 크고 작은 추락 사고가 많이 발생하고 있다.
뉴욕시에서는 총 139회 추락 사고가 발생해 이중 54명이 열차에 치여 사망했다. 지난해는 이 같은 사고가 146회 발생했다.
대부분 자살을 시도하거나 술에 취해 추락하고 소지품이 떨어져 줍기 위해 내려간 경우다.
MTA는 2007년에 7호선의 연장 구간 공사에 들어가면서 신설역에 스크린도어를 설치하는 방안을 검토했으나 설치 및 유지보수비용 문제로 철회한 바 있다. MTA의 토마스 프렌더개스트 전무는“이젠 개선해야만 한다”고 더 이상 안전 대책을 미룰 수 없다고 밝혔다.
스크린도어는 런던, 파리, 홍콩, 서울 등 많은 나라의 대도시 지하철에 설치 운영되고 있다.
이와 관련, 크라운 인프라스트럭처라는 한 업체는 뉴욕시에 이를 무료로 제공하고 광고판 운영으로 수입을 대체하겠다고 제의하기도 했다.
스크린도어는 한 개의 역에 드는 비용이 150만 달러(16억여 원)가 소요되는 것으로 알려졌다. 그러나 문제는 여전히 남아 있다.
총 468개에 이르는 뉴욕시 지하철 역의 십중팔구는 한 세기를 훌쩍 넘겨 거의 대부분이 노후화된데다, 승강장 간격이 너무 좁아서 스크린도어를 설치 가능한 역이 한정돼 있다는 사실이다.

## 같이 보기
- 지하철 목록
- 스태튼아일랜드 철도
- 메트로노스 철도
- 롱아일랜드 철도
- 대중 문화 속의 뉴욕 지하철
- 뉴욕의 교통

## 참고
1. ↑  See:
  - Korman, Joe (2017년 12월 4일). “IRT Car Assignments”. JoeKorNer.
  - Korman, Joe (2017년 12월 4일). “BMT-IND Car Assignments”. JoeKorNer.